# Kninska tvrđava
Kninska tvrđava spada među veće fortisfikacijske spomenike kulture u Hrvatskoj. Nalazi se na na 345 m nadmorske  visine i na visini od 100 m iznad grada Knina. Izgradnja tvrđave počela je u IX veku, a tokom istorije bila je povremena prestonica pojedinih hrvatskih kraljeva, kao i stalna prestonica kralja Dmitra Zvonimira. Tvrđava je podeljena na pet međusobno povezanih delova: Donji Grad, Srednji Grad, Gornji Grad ili  Kaštel Knin, Kaštel lab ili Bandijera i Južni Grad ili postaja  Belveder. O tvrđavi danas brine Kninski muzej u sklopu koga se nalaze arheološka izložba i etnografska postavka. Kninska tvrđava je glavni motiv druge serije novčanica dinara Republike Srpske Krajine.